# ウズベキスタン航空

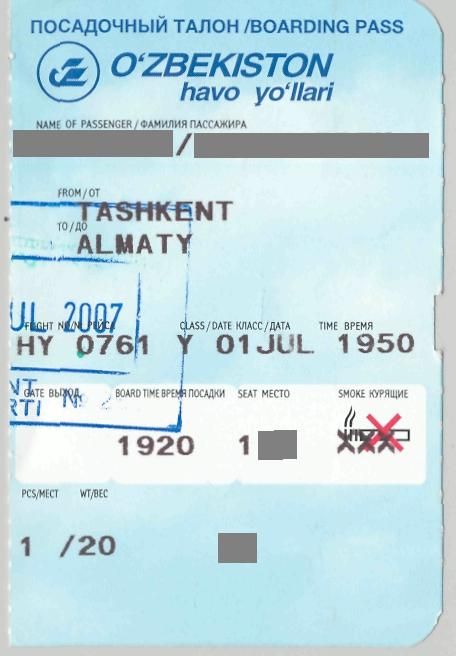
搭乗券

ウズベキスタン航空（ウズベキスタンこうくう、ウズベク語 : O‘zbekiston havo yo‘llari / Ўзбекистон ҳаво йўллари、ロシア語 : Узбекские Авиалинии、英語 : Uzbekistan Airways）は、ウズベキスタンのタシュケントを本拠地としている航空会社である。国営航空会社であるため、ウズベキスタン国営航空とも呼ばれる。

## 概要
ソビエト連邦崩壊後、ウズベキスタンのイスラム・カリモフ大統領は国立航空会社の設立を命じ、1992年1月28日にウズベキスタン航空が設立された。当初、国内の空港および交通インフラの整備を意図とし、その後国際線業界での競争力の向上を目指した。それはこの航空会社の初フライトがタシュケント〜ロンドン線とされたことからも特徴づけられた。
現在ではタシュケントから国内外50都市を結ぶサービスを提供しており、国際空港5カ所を含む11カ所の空港を所有。なお、他の航空会社との提携、連携やアライアンスへの加盟は行っていない。
国内線は過去アエロフロートに所属していた航空機を使用し開始された。国際線優先政策により、1993年よりエアバス機をリース。現在国際、国内線航路ではエアバス機とボーイング機を混在して使用している。
ちなみに、2レターコードの「HY」はウズベク語の「航空路（havo yo‘llari、英語ではAirline）」からとられたものである。国名や会社名ではなく「航空路」という語をIATAやICAOのコードとして使用する事は非常に珍しいケースである。

## 歴史
- 1992年1月28日に、ウズベキスタン航空が設立された[1]。ロンドン、クアラルンプール、テルアビブ、デリー、カラチ、北京へ新規就航。
- 1996年、ボーイング767を新規導入。
- 1998年、Il114導入。
- 1999年、ボーイング757を新規導入。
- 2010年、エアバスA320新規導入。

- 2016年8月30日、ボーイング787-8を初受領した。ペインフィールドからタシケントへのフェリーフライトでは、人道支援として病院、クリニック、リハビリテーションセンター、孤児院向けの支援品を運搬した[2]。
- 2019年4月、テルメズ空港で新旅客ターミナルの建設を完了[3]。
- 2020年1月24日、 サンクトペテルブルグのプルコヴォ空港が主催する「LED Together」アワードにおいて、2019年にCIS諸国で最も発展した航空会社に選定された[4]。

## 日本との関係

### 日本への運航便
| 便名                 | 路線         | 路線           | 機材            |
| -------------------- | ------------ | -------------- | --------------- |
| HY527/528            | タシュケント | 東京/成田      | ボーイング787-8 |
| チャーター便運航実績 |              |                |                 |
| 路線                 | 路線         | 期間           | 期間            |
| サマルカンド         | 東京/成田    | 2016/4         | 2016/4          |
| サマルカンド         | 東京/成田    | 2017/8-2017/10 |                 |
| サマルカンド         | 東京/成田    | 2018/9-2018/10 |                 |
| サマルカンド         | 仙台         | 2017/10        | 2017/10         |
| サマルカンド         | 福岡         | 2017/4、2017/9 | 2017/4、2017/9  |
| タシュケント         | 名古屋       | 2017/8-2017/10 | 2017/8-2017/10  |
| タシュケント         | 関西         | 2017/8-2017/10 | 2017/8-2017/10  |
| タシュケント         | 仙台         | 2017/10        | 2017/10         |
| タシュケント         | 福岡         | 2017/4、2017/9 | 2017/4、2017/9  |
| グアム               | 松本         | 2019/1         | 2019/1          |

### 日本との歴史
- 1994年には大阪、名古屋、宮崎からチャーター便の運行がスタート。
- 2001年4月から、週2便でタシュケント-成田-関西、およびタシュケント-関西-成田を結ぶ定期便を運航。
- 2011年4月よりタシュケントから成田への直行便となった[5]。
- 2013年10月25日をもって運休。
- 2014年4月4日からタシュケント-成田線が運航再開[6]。
- 2020年8月には、新型コロナウイルスに伴う帰国チャーター便が運航され、日本には8月7日にボーイング787を用いたチャーター便が飛来した[7]。
- 2022年8月18日より、新型コロナウイルスにより運休していた、成田-タシュケント線の運航を再開[8]。

## 就航都市
| ウズベキスタン航空 就航都市 (2025年7月現在) | ウズベキスタン航空 就航都市 (2025年7月現在) | ウズベキスタン航空 就航都市 (2025年7月現在)    | ウズベキスタン航空 就航都市 (2025年7月現在) |
| 国                                          | 就航都市                                    | 空港                                           | 備考                                        |
| CIS諸国                                     | CIS諸国                                     | CIS諸国                                        | CIS諸国                                     |
| ------------------------------------------- | ------------------------------------------- | ---------------------------------------------- | ------------------------------------------- |
| ウズベキスタン                              | タシュケント                                | タシュケント国際空港                           | ハブ空港                                    |
| ウズベキスタン                              | アンディジャン                              | アンディジャン空港                             |                                             |
| ウズベキスタン                              | サマルカンド                                | サマルカンド国際空港                           |                                             |
| ウズベキスタン                              | ヌクス                                      | ヌクス空港                                     |                                             |
| ウズベキスタン                              | ナヴォイ                                    | ナヴォイ空港                                   |                                             |
| ウズベキスタン                              | ナマンガン                                  | ナマンガン空港                                 |                                             |
| ウズベキスタン                              | カルシ                                      | カルシ空港                                     |                                             |
| ウズベキスタン                              | フェルガナ                                  | フェルガナ国際空港                             |                                             |
| ウズベキスタン                              | ブハラ                                      | ブハラ国際空港                                 |                                             |
| ウズベキスタン                              | テルメズ                                    | テルメズ空港                                   |                                             |
| ウズベキスタン                              | ウルゲンチ                                  | ウルゲンチ国際空港                             |                                             |
| ロシア連邦                                  | モスクワ                                    | ドモジェドボ空港                               |                                             |
| ロシア連邦                                  | モスクワ                                    | ヴヌーコボ空港                                 |                                             |
| ロシア連邦                                  | サンクトペテルブルク                        | プルコヴォ空港                                 |                                             |
| ロシア連邦                                  | ソチ                                        | ソチ国際空港                                   |                                             |
| ロシア連邦                                  | グロズヌイ                                  | グロズヌイ国際空港                             |                                             |
| ロシア連邦                                  | マハチカラ                                  | マハチカラ・ウイタシュ国際空港                 |                                             |
| ロシア連邦                                  | ミネラリニエボディ                          | ミネラリニエボディ空港                         |                                             |
| ロシア連邦                                  | エカテリンブルク                            | コルツォヴォ国際空港                           |                                             |
| ロシア連邦                                  | ニジニ・ノヴゴロド                          | ストリギノ国際空港                             |                                             |
| ロシア連邦                                  | カザン                                      | カザン国際空港                                 |                                             |
| ロシア連邦                                  | サマーラ                                    | サマーラ国際空港                               |                                             |
| ロシア連邦                                  | ウファ                                      | ウファ国際空港                                 |                                             |
| ロシア連邦                                  | ペルミ                                      | ペルミ国際空港                                 |                                             |
| ロシア連邦                                  | オムスク                                    | オムスク・ツェントラーリヌイ国際空港           |                                             |
| ロシア連邦                                  | ニジネヴァルトフスク                        | ニジネヴァルトフスク国際空港                   |                                             |
| ロシア連邦                                  | ノヴォシビルクス                            | トルマチョーヴォ空港                           |                                             |
| ロシア連邦                                  | クラスノヤルスク                            | イェメリャノヴォ空港                           |                                             |
| ロシア連邦                                  | イルクーツク                                | イルクーツク国際空港                           |                                             |
| ロシア連邦                                  | ハバロフスク                                | ハバロフスク空港                               |                                             |
| ロシア連邦                                  | ウラジオストク                              | ウラジオストク国際空港                         |                                             |
| ベラルーシ                                  | ミンスク                                    | ミンスク・ナショナル空港                       |                                             |
| カザフスタン                                | アルマトイ                                  | アルマトイ国際空港                             |                                             |
| カザフスタン                                | アスタナ                                    | ヌルスルタン・ナザルバエフ国際空港             |                                             |
| キルギス                                    | ビシュケク                                  | マナス国際空港                                 |                                             |
| タジキスタン                                | ドゥシャンベ                                | ドゥシャンベ空港                               |                                             |
| トルクメニスタン                            | アシガバード                                | アシガバード空港                               |                                             |
| アゼルバイジャン                            | バクー                                      | ヘイダル・アリエフ国際空港                     |                                             |
| アジア                                      |                                             |                                                |                                             |
| 日本                                        | 東京                                        | 成田国際空港                                   |                                             |
| 韓国                                        | ソウル                                      | 仁川国際空港                                   |                                             |
| 中国                                        | 北京                                        | 北京首都国際空港                               |                                             |
| 中国                                        | 杭州                                        | 杭州蕭山国際空港                               |                                             |
| 中国                                        | ウルムチ                                    | ウルムチ天山国際空港                           |                                             |
| ベトナム                                    | ニャチャン                                  | カムラン国際空港                               |                                             |
| マレーシア                                  | クアラルンプール                            | クアラルンプール国際空港                       |                                             |
| タイ                                        | バンコク                                    | スワンナプーム空港                             |                                             |
| インド                                      | デリー                                      | インディラ・ガンディー国際空港                 |                                             |
| インド                                      | ムンバイ                                    | チャトラパティ・シヴァージー国際空港           |                                             |
| パキスタン                                  | イスラマバード                              | イスラマバード国際空港                         |                                             |
| パキスタン                                  | ラホール                                    | アッラーマ・イクバール国際空港                 |                                             |
| アラブ首長国連邦                            | ドバイ                                      | ドバイ国際空港                                 |                                             |
| サウジアラビア                              | リヤド                                      | キング・ハーリド国際空港                       |                                             |
| サウジアラビア                              | ジッダ                                      | キング・アブドゥルアズィーズ国際空港           |                                             |
| ジョージア                                  | トビリシ                                    | トビリシ国際空港                               |                                             |
| ジョージア                                  | バトゥミ                                    | バトゥミ国際空港                               |                                             |
| イスラエル                                  | テルアビブ                                  | ベン・グリオン国際空港                         |                                             |
| トルコ                                      | イスタンブール                              | イスタンブール空港                             |                                             |
| トルコ                                      | アンカラ                                    | エセンボーア国際空港                           |                                             |
| ヨーロッパ                                  |                                             |                                                |                                             |
| フランス                                    | パリ                                        | シャルル・ド・ゴール空港                       |                                             |
| イギリス                                    | ロンドン                                    | ヒースロー空港                                 |                                             |
| イギリス                                    | ロンドン                                    | ガトウィック空港                               |                                             |
| ドイツ                                      | フランクフルト                              | フランクフルト空港                             |                                             |
| ドイツ                                      | ミュンヘン                                  | ミュンヘン空港                                 |                                             |
| スペイン                                    | マドリード                                  | アドルフォ・スアレス・マドリード＝バラハス空港 |                                             |
| イタリア                                    | ローマ                                      | フィウミチーノ空港                             |                                             |
| イタリア                                    | ミラノ                                      | ミラノ・マルペンサ空港                         |                                             |
| ラトビア                                    | リガ                                        | リガ国際空港                                   |                                             |
| アフリカ                                    |                                             |                                                |                                             |
| エジプト                                    | シャルム・エル・シェイク                    | シャルム・エル・シェイク国際空港               |                                             |
| 北アメリカ                                  |                                             |                                                |                                             |
| アメリカ合衆国                              | ニューヨーク                                | ジョン・F・ケネディ国際空港                    |                                             |

## 保有機材

### 運航機材

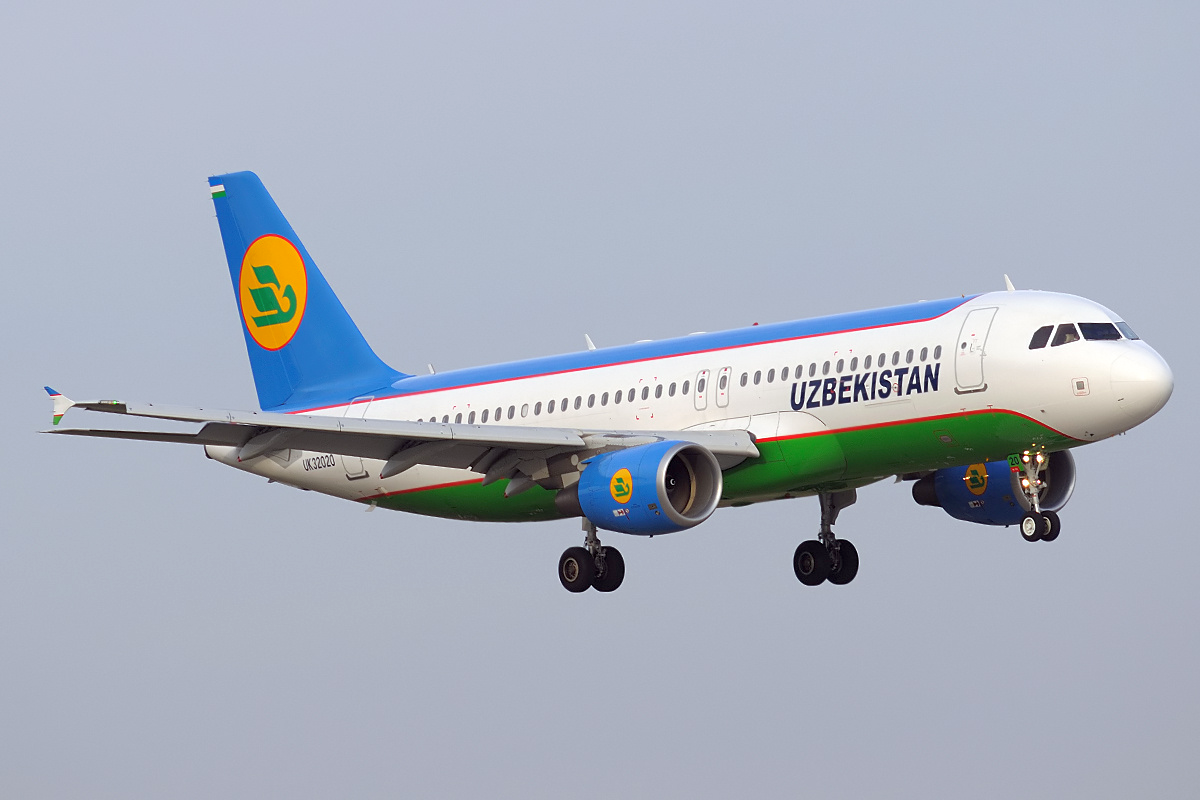
エアバスA320-200

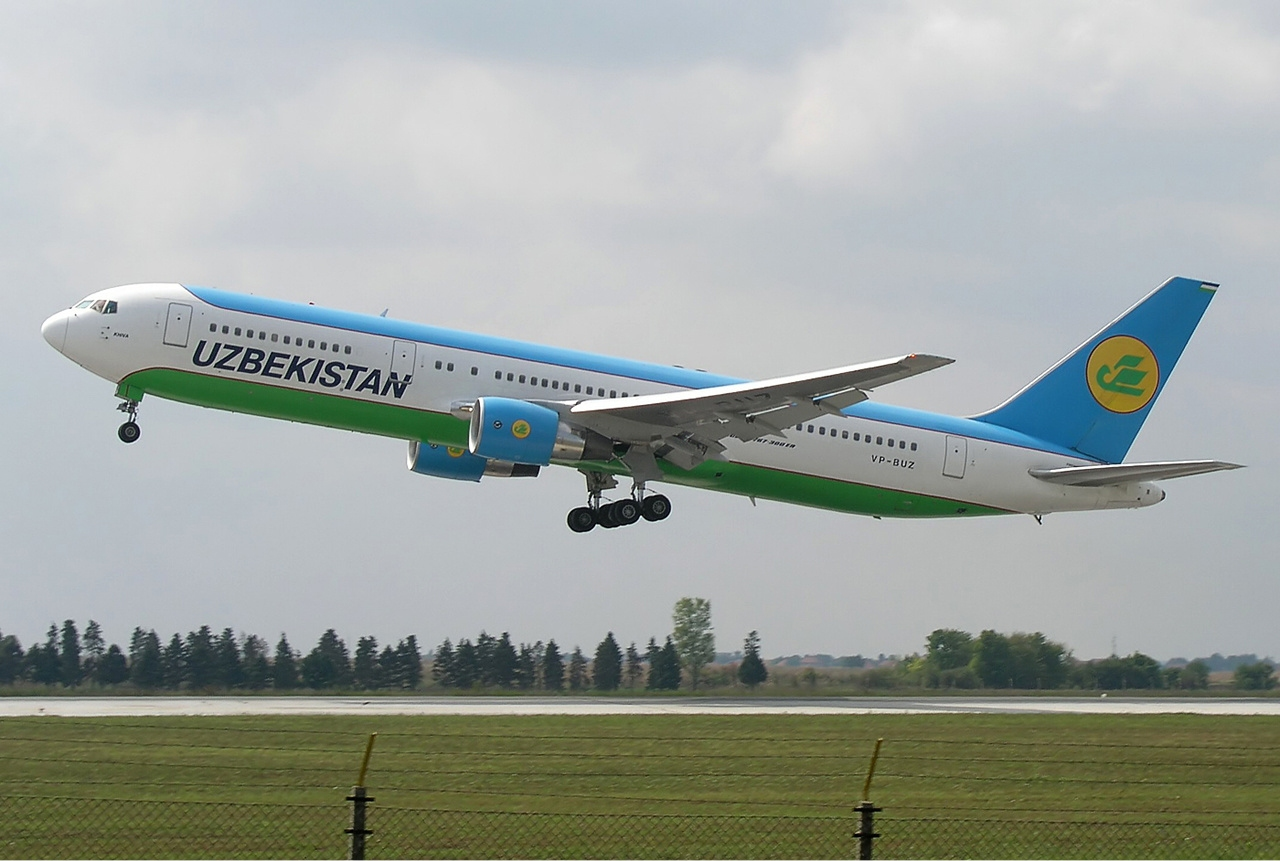
ボーイング767-300ER

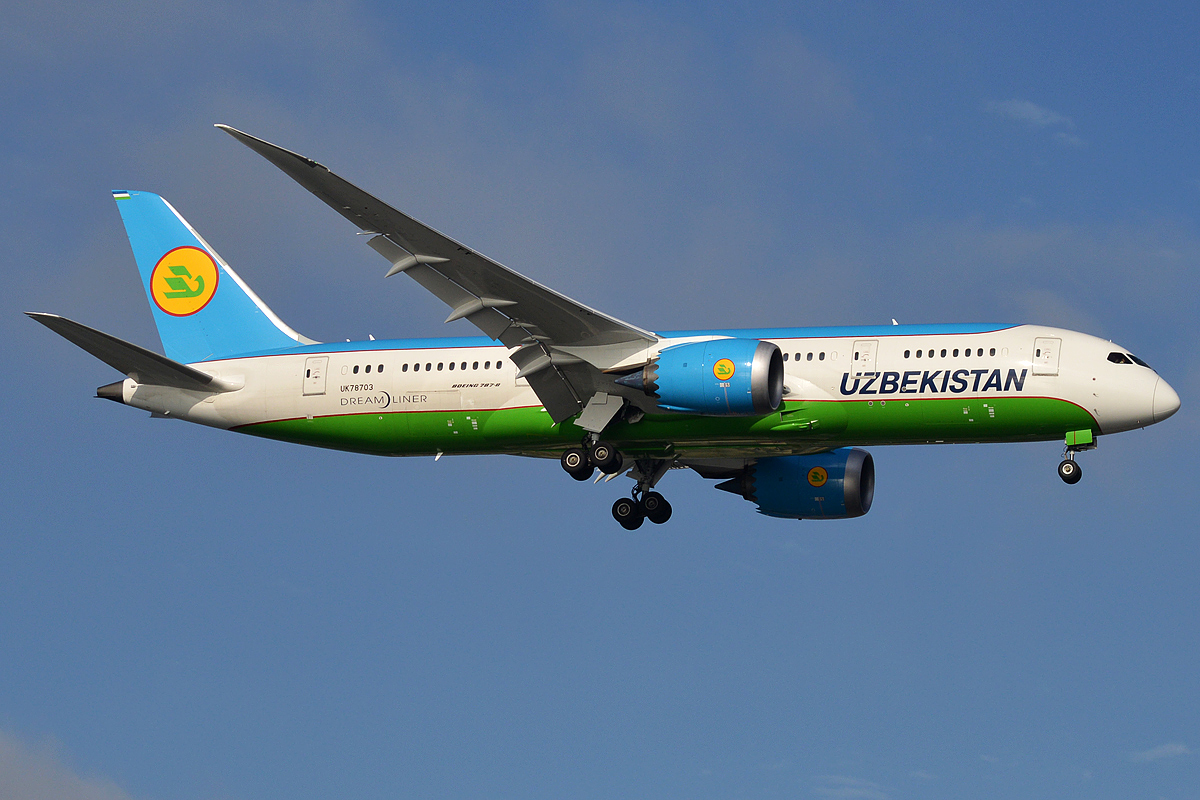
ボーイング787-8

2025年4月現在
| 機材                 | 運用 機数 | 発注 機数 | 座席 | 座席 | 座席 | エンジン      | VIP機                  |
| 機材                 | 運用 機数 | 発注 機数 | C    | Y    | 計   | エンジン      | VIP機                  |
| -------------------- | --------- | --------- | ---- | ---- | ---- | ------------- | ---------------------- |
| エアバスA320-200     | 11        | ー        | 12   | 138  | 150  | CFM CFM56-5B4 | うち2機(UK002,UK32000) |
| エアバスA320neo      | 10        | ー        | 12   | 138  | 150  | CFM LEAP-1A26 |                        |
| エアバスA321neo      | 5         |           |      |      |      |               |                        |
| エアバスA330-200     | 2         |           |      |      |      |               |                        |
| ボーイング757‐200    | 6         | ー        | 26   | 158  | 184  | PW PW-2037    |                        |
| ボーイング757‐200    | 6         | ー        | 22   | 168  | 190  | PW PW-2037    |                        |
| ボーイング767‐300ER  | 9         | ー        | 18   | 246  | 264  | PW PW-4062    | うち1機(UK67000)       |
| ボーイング767‐300ER  | 9         | ー        | 15   | 232  | 247  | PW PW-4062    | うち1機(UK67000)       |
| ボーイング787-8      | 6         | 14        | 24   | 246  | 270  | GE GEnX-1B    | うち1機(UK001)         |
| ボーイング787-8      | 6         | 14        | 24   | 222  | 246  | GE GEnX-1B    | うち1機(UK001)         |
| 貨物機               |           |           |      |      |      |               |                        |
| ボーイング767‐300BCF | ２        | ー        | 貨物 | 貨物 | 貨物 | PW PW-4062    |                        |
| 合計                 | 35        | 0         |      |      |      |               |                        |

### 退役済機材一覧
- エアバスA300‐600

- エアバスA310-300
- アントノフAn‐24
- アブロRJ85
- イリューシンIl‐62
- イリューシンIl‐76
- イリューシンIl‐86
- イリューシンIl-114
- ツポレフTu-154
- ヤコブレフYak-40

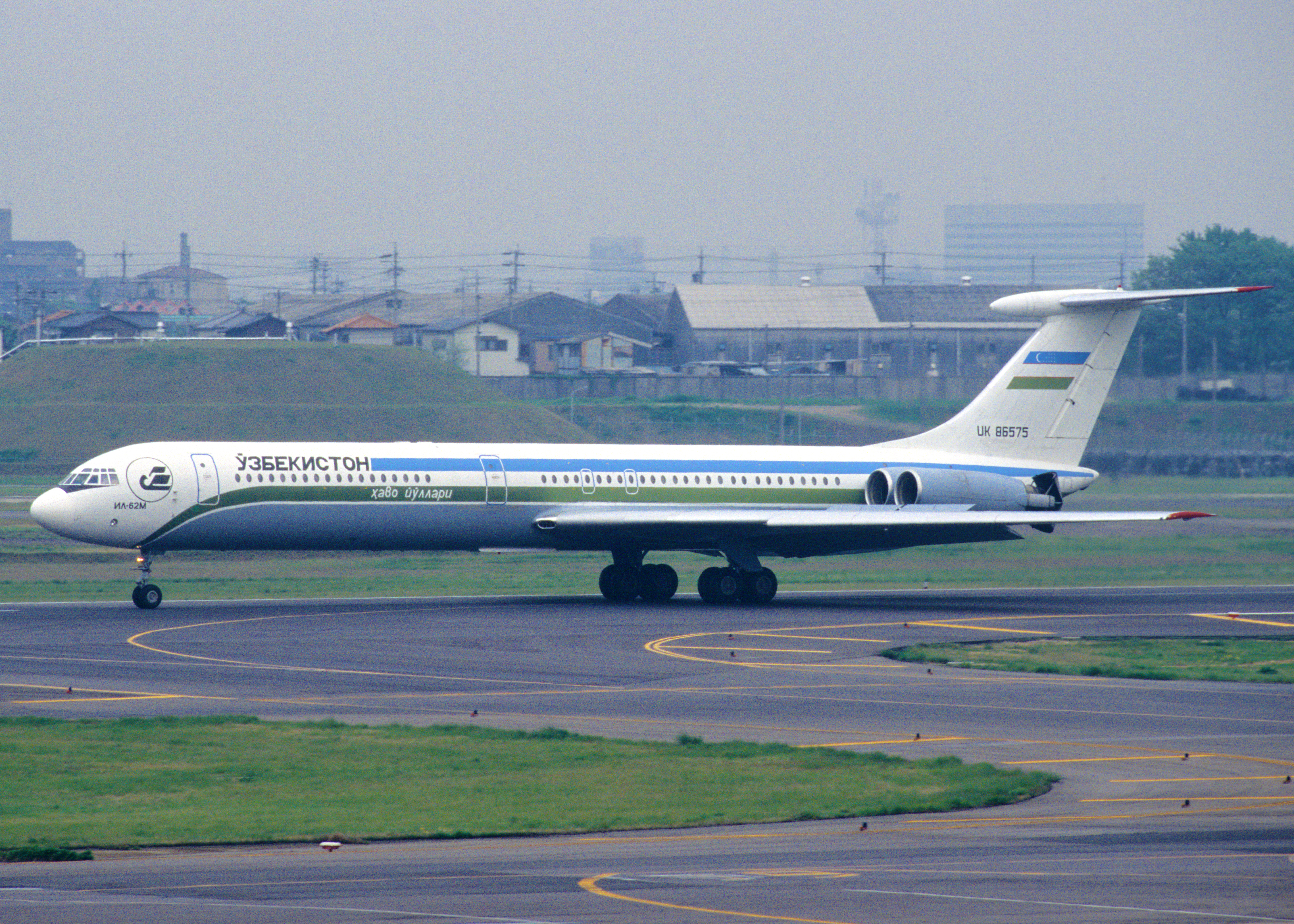
ウズベキスタン航空のIL-62M型機

なお、当社が発注したボーイング社製航空機のカスタマーコードは3Pで、航空機の形式名は767-33PER　となる。